# Јулијус Вагнер Јаурег
Јулијус Вагнер Јаурег (енгл. Julius Wagner-Jauregg; Велс, 7. март 1857 — 27. септембар 1940) био је аустријски лекар, први психијатар који је 1927. године добио Нобелову награду за физиологију или медицину, за његово откриће терапеутског лечења прогресивне парализе.

## Детињство и младост
Јулијус Вагнер Јаурег рођен је, као Јулијус Вагнер, 7. марта 1857. године у Велсу, Горњој Аустрији. Његово породично презиме промењено је у Вагнер Јаурег када му је отац 1883. године, од Аустроугарског царства, добио титулу Ритер Јаурег (наследна племићка титула). Његово пуно име било је Јулијус Вагнер Ритер вон Јаурег све до 1918. године када се царство распало, а племство укинуто. Тада је преименован у Вагнер Јаурег. Школовао се у Бечу, где је и студирао медицину од 1874. године до 1880. године на универзитету. Докторирао је 1880. године. Институт је напустио 1882. године.

## Касније године
Спровео је лабораторијске експерименте на животињама, што је у то време практиковано врло мало. Од 1883. године до 1887. године радио је на психијатријској клиници. Од 1889. године ради на неуро-психијатријској клиници Карл-Франценс Универзитет Грац, а започео је истраживање јодом. Године 1893. постао је изванредни професор психијатрије и нервних болести и директор клинике за психијатрију и нервне болести у Бечу.
Године 1902. прешао је на психијатријску клинику у Општој болници, а 1911. године вратио се на своје раније радно место. Године 1935. добио је награду Камерон за терапију Универзитета у Единбургу.

### Нобелова награда
Вагнер Јаурег посветио се лечењу душевних болести изазване грозницом, приступу познатом као пиротерапија. Године 1887. истражио је ефекте фебрилних болести на психозе, користећи еризипел и туберкулин (открио 1890. године Роберт Кох). Како ове методе лечења нису добро функционисале, покушао је 1917. године инокулацију паразита маларије, која се у то време показала успешном у случају деменције парализе (која се такође назива и прогресивна парализа). Примећено је да неки који добију високу температуру могу да се излече од сифилиса. Тако се од 1917. до средине 40-тих година маларија изазвана од стране најмање агресивног паразита, користила као третман терцијарног сифилиса јер је изазивала дуготрајну и високу температуру (облик пиротерапије). То се сматрало прихватљивим ризиком, јер се маларија касније могла лечити кинином, који је тада био доступан. Ово откриће је награђено Нобеловом наградом за медицину 1927. године. Његова главна публикација била је књига под насловом Verhütung und Behandlung der progressiven Paralyse durch Impfmalaria (Превенција и лечење прогресивне парализе вакцином против маларије) 1931. Техника је била позната, али и опасна, убила је око 15% пацијената, тако да се више не користи.

### Секс третман за психозу
Вагнер Јаурег је давао препарате штитне жлезде и јајника младим психотичним пацијентима који су доживели одложен пубертет, што је довело до развоја њихових секундарних сексуалних карактеристика и смањене психозе. Остали пацијенти сматрани су шизофренима због прекомерне мастурбације, где их је Вагнер Јаурег стерилизирао, што је побољшало стање.

## Пензионисање
Године 1928. Вагнер Јаурег се повукао са своје функције, али остао је активан и доброг здравља све до своје смрти, 27. септембра 1940. У пензији је објавио скоро 80 научних радова. Многе школе, путеви и болнице названи су по њему у Аустрији.

## Нацистичка идеологија и припадност
Последњих дана Вагнер Јаурег је био под утицајем Хитлеровог немачког национализма. Постао је антисемит и љубитељ нацизма. Документарни докази говоре да је подржао националсоцијалистичку немачку радничку партију убрзо након инвазије на Аустрију 1938. од стране Немачке. Међутим, комисија за денацификацију у Аустрији утврдила је да је његова пријава за чланство одбијена због расе његове прве супруге Балбине Фрумкин, која је била Јеврејка.
Вагнер Јаурег заговарао је идеологију еугенике, која је утицала на студенте као што је Александер Пилч, који је написао стандардни приручник о расној психијатрији који је критичан према Јеврејима због „склоности" менталним болестима.
Такође је био заговорник присилне стерилизације ментално оболелих и злочинаца, што је концепт одобрио 1935. године, као члан аустријског антрополошког друштва.
Био је председник аустријске лиге за расну регенерацију и наследство, која се залагала за стерилизацију оних „лоших" генетика.